# Bifidocoelotes
Bifidocoelotes – rodzaj pająków z rodziny lejkowcowatych. Obejmuje 6 opisanych gatunków.

## Morfologia i zasięg
Pająki osiągające od 4 do 8 mm długości ciała. Ich szczękoczułki mają po trzy zęby na krawędziach przednich i po dwa na krawędziach tylnych. Genitalia samicy cechują się obecnością główek spermatek oraz występowaniem na przedniej krawędzi płytki płciowej pojedynczego, jasnego zęba o rozwidlonym wierzchołku, dorównującego długością co najmniej połowie tejże płytki. Nogogłaszczki samca mają palcowatą apofizę rzepki, goleń z wykształconą apofizą lateralną i szeroką apofizą retrolateralną, dość niewielką i łyżeczkowatą w kształcie apofyzę medialną, nadzwyczaj długi rowek na cymbium, mniej lub bardziej rozdwojony konduktor oraz długi i wąski embolus.
Przedstawiciele rodzaju występują na Dalekim Wschodzie. Dwa gatunki zamieszkują kontynentalne Chiny, tj. Kuangsi i Guangdong, dwa są endemitami Hongkongu, a jeden endemitem Tajwanu.

## Taksonomia
Takson ten wprowadzony został w 2002 roku przez Wang Xinpinga na łamach „Bulletin of the American Museum of Natural History” poprzez wyodrębnienie dwóch gatunków umieszczonych rok wcześniej w rodzaju norosz (Coelotes). Kolejne gatunki opisane zostały w 2017 i 2022 roku. Wyniki analiz filogenetycznych metodą największej wiarygodności z 2022 i 2023 roku wskazują, że Bifidocoelotes najbliżej spokrewniony jest z Nesiocoelotes, tworząc z nim klad siostrzany dla Wadotes.
Do rodzaju tego należy 6 opisanych gatunków:
- Bifidocoelotes elongatus Liao, Wang, Yin & Xu, 2022
- Bifidocoelotes mammiformis Liao, Wang, Yin & Xu, 2022
- Bifidocoelotes obscurus Zhou, Yuen & Zhang, 2017
- Bifidocoelotes primus (Fox, 1937)
- Bifidocoelotes quadratus Liao, Wang, Yin & Xu, 2022
- Bifidocoelotes tsoi Li & Blick, 2020